# سرنجی کوچک
سرنجی کوچک (نام علمی: Pericrocotus cinnamomeus) یک پرنده گنجشک‌سان کوچک است. این سرنجی در مناطق گرمسیری جنوب آسیا از شبه‌قاره هند در شرق تا اندونزی یافت می‌شود.